# Bearsden
Bearsden – miasto w środkowej Szkocji, w hrabstwie East Dunbartonshire, położone na północnym obrzeżu aglomeracji Glasgow. W 2011 roku liczyło 27 237 mieszkańców.
Miasto rozwinęło się w XIX wieku, stając się miejscem zamieszkania popularnym wśród właścicieli glasgowskich fabryk. W 1863 roku otwarta została tu stacja kolejowa. Współcześnie Bearsden stanowi zamożne przedmieście Glasgow.
Miasto położone jest na szlaku Wału Antonina. Znajdują się tu pozostałości rzymskich łaźni.